# Mar de Ceram

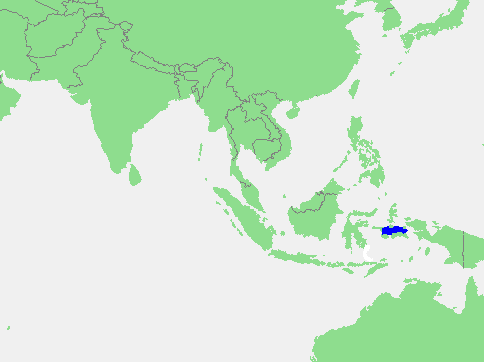
Localização do Mar de Ceram

O Mar de Ceram ou Mar de Seram é um mar rodeado por ilhas da Indonésia. É uma parte do Oceano Pacífico com área de cerca de  12 000 km² e localizado entre as ilhas Buru e Ceram.